# Świetlik świętojański
Świetlik świętojański (Lampyris noctiluca) – jeden z trzech gatunków świetlika występujących na terenie Polski, szczególnie skrajach lasów obficie porośniętych krzewami, zbiorowiskach wysokich bylin, pobrzeżach żywopłotów i parkach.

## Wygląd

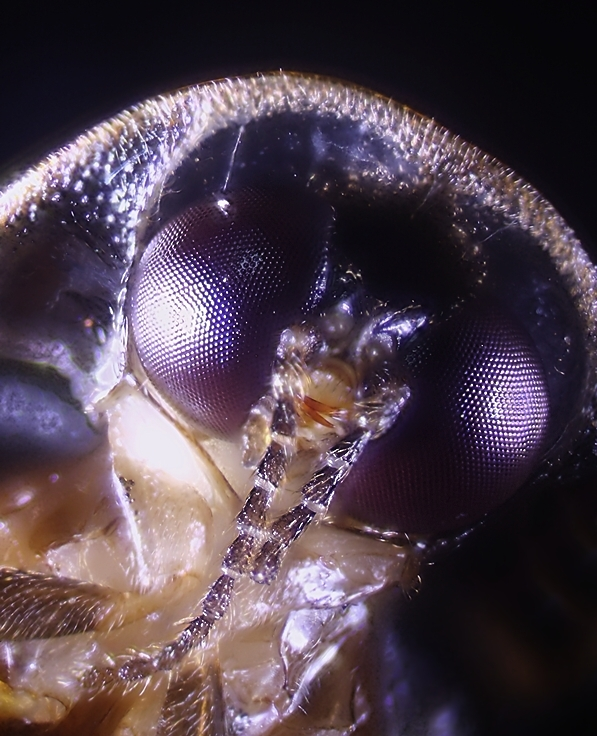
Samiec świetlika świętojańskiego

Osobniki obu płci bardzo różnią się wyglądem. Samiec ma ok. 1 cm długości i jest uskrzydlony, podczas gdy przypominająca larwę samica osiąga długość 1,5–2 cm i nie jest uskrzydlona. Płeć żeńska ma na spodzie odwłoka narządy świetlne.
Dorosłe osobniki żyją krótko i nie pobierają żadnego pokarmu. W lipcowe noce świetliki latają, poszukując samic, które, siedząc na roślinach, wabią świeceniem potencjalnych partnerów. Zapłodnione samice składają jaja do ziemi.

## Rozwój
Larwy płci żeńskiej, które potrafią wytwarzać światło, przebywają na powierzchni ziemi, gdzie polują na ślimaki. Przed przepoczwarczeniem zimują dwukrotnie.

## Świecenie

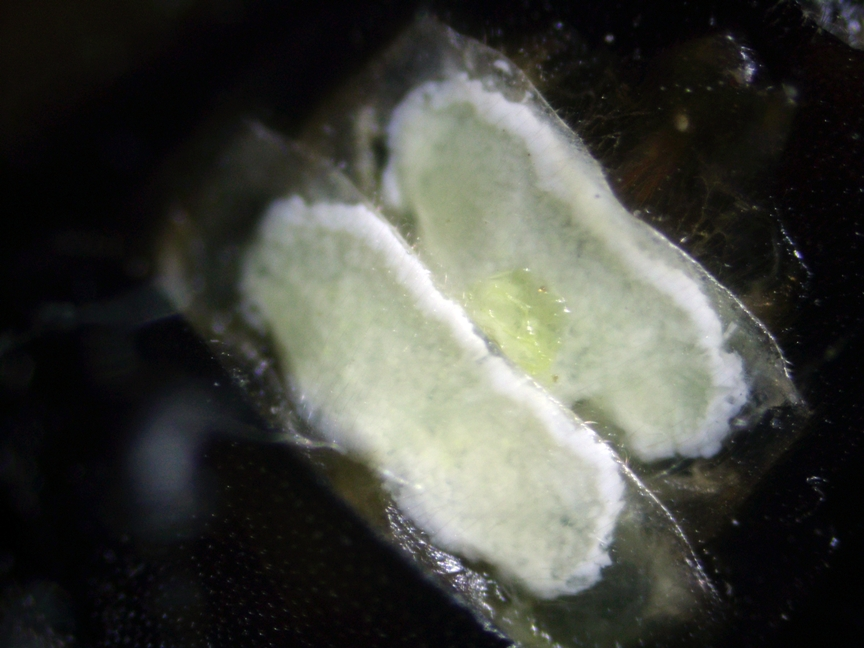
Narządy świetlne

Światło wytwarzane przez świetlika świętojańskiego powstaje w wyniku chemiluminescencji dzięki enzymowi lucyferazie. Świetliki mogą dowolnie światło „włączać i wyłączać”. Światłu, które wytwarzają, nie towarzyszy ciepło, a więc ciało chrząszcza nie ulega nagrzaniu.

## Znaczenie kulturowe
Świetlik świętojański posiada bogatą tradycję kulturową, szczególnie w Polsce, gdzie jest utożsamiany z Nocą Świętojańską, obchodzoną w okolicach przesilenia letniego. Jego blask jest często interpretowany jako symbol magii i tajemnicy dodający wyjątkowy urok letnim wieczorom. W wielu regionach organizowane są specjalne spacery czy festiwale, podczas których obserwacja migotliwego światła staje się atrakcją dla mieszkańców i turystów.